# Foyer fédéral de Mistassini
Le foyer fédéral de Mistassini est un établissement d'hébergement destiné aux enfants autochtones, ouvert de 1971 à 1978 à Mistissini, en Eeyou Istchee Baie-James. L'établissement fait partie du réseau de pensionnats pour autochtones au Canada.

## Histoire
Le foyer fédéral de Mistassini est fondé en 1971 à Mistissini. Le réseau des foyers fédéraux est administré par le gouvernement fédéral et non-confessionnel. À sa fondation, le foyer compte trois établissements à Mistissini, pouvant accueillir jusqu'à douze étudiants. Les enfants y fréquentent l'école de jour de la communauté crie. En 1976, le foyer fédéral est transféré sous la responsabilité de la Commission scolaire crie.
L'histoire des foyers fédéraux a peu été étudié, comparativement à celle du réseau des pensionnats pour Autochtones.